# Achour Cheurfi
Pour les articles homonymes, voir Cheurfi.
Œuvres principales
- Dictionnaire de la révolution algérienne (1954-1962) (2004)
- L'encyclopédie maghrébine (2007)
- Dictionnaire encyclopédique de l'Algérie (2007)
- Dictionnaire des localités algériennes (2011)
- Petite encyclopédie de l'Algérie (2014)

Achour Cheurfi, né le 16 avril 1955 à Ahmed Rachedi en Algérie, est un journaliste, poète, romancier et encyclopédiste algérien. Auteur prolifique, il a publié plusieurs dictionnaires encyclopédiques consacrés à la culture et l'histoire algériennes.

## Biographie
Né le 16 avril 1955 à Ahmed Rachedi, dans la région de Mila, il fait ses études primaires (1960-1966) dans son village natal, ses études secondaires au CEM Émir Abdelkader de Mila (1966-1970) et au lycée El Kindy de Jijel (1970-1973). Encore lycéen, il publie ses premiers poèmes dans la Revue du Conservatoire d'Alger. Il entreprend des études supérieures de journalisme à l'Institut des sciences politiques et de l'information de l'université d'Alger (1974-1978) où il soutient un mémoire consacré à la « presse syndicale et la question nationale ». 
Entre-temps, il collabore au mensuel Algérie-Réalités avant d'entrer au quotidien El Moudjahid en tant que collaborateur pigiste (1977), puis comme journaliste professionnel une année après (1978). Il fait deux ans  de magister (1978-1980), et tout en menant sa carrière de journaliste professionnel au sein du quotidien El Moudjahid, il commence à publier recueils de poésie, dictionnaires et essais. Il est Président-Directeur-Général du quotidien El Moudjahid du 6 décembre 2015 au 17 novembre 2019.

## Œuvre
- Cornaline, Alger, ENAL, 1983, 87 p. (poésie)
- Chahla ou Danse infidèle, Enal, Alger, 1990 (poésie)
- Mémoire algérienne : Dictionnaire biographique, Alger, Dahleb, 1996, 896 p. (ISBN 2868771270)
- Dictionnaire des musiciens et interprètes algériens, Alger, ANEP, 1997, 373 p. (ISBN 996190303X)
- La classe politique algérienne de 1900 à nos jours : Dictionnaire biographique, Alger, Casbah Éditions, 2001, 512 p. (ISBN 9961642929)
- La maison maudite, Alger, Union des écrivains algériens, 2002, 77 p. (ISBN 9961722671) (pièce de théâtre)
- Écrivains algériens : Dictionnaire bibliographique, Alger, Casbah Éditions, 2003, 415 p. (ISBN 9961643984, lire en ligne)
- Le livre des peintres algériens : Dictionnaire bibliographique, Alger, ANEP, 2004, 249 p. (ISBN 9961756649)
- Dictionnaire de la révolution algérienne (1954-1962), Alger, Casbah Éditions, 2004, 495 p. (ISBN 9961644786, lire en ligne)
- L'anthologie algérienne, Alger, Casbah Éditions, 2007, 751 p. (ISBN 9789961646403, lire en ligne)
- L'encyclopédie maghrébine, Alger, Casbah Éditions, 2007, 1180 p. (ISBN 9789961646410, lire en ligne).
- Dictionnaire des livres sur la Révolution algérienne de 1954 à nos jours, Centre national d'étude et de recherche sur le mouvement national, Alger, 2007, 1346 p.
- La presse algérienne, Genèse, conflits et défis, essai, Casbah Editions, Alger, 2010, 390 p.
- Dictionnaire des localités algériennes : villes, villages, hameaux, qsars et douars, mechtas et lieux-dits, Alger, Casbah Éditions, 2011, 1213 p. (ISBN 9789961643365)
- Encyclopédie des pays musulmans, Alger, Éditions Dalimen, 2012, 2 volumes.
- Les colombes du président suivi de Le jour la nuit, Alger, Éditions Dalimen, 2013.
- Dictionnaire du cinéma algérien et des films étrangers sur l'Algérie, Alger, Casbah Éditions, 2013, 1152 pages.
- Petit dictionnaire du théâtre algérien : dramaturges, comédiens, résumé des pièces, Alger, éditions Dalimen, 2013  (ISBN 978-9931-306-53-5)
- Petite Encyclopédie de l'Algérie, 5 volumes, Alger, éditions Dalimen, 2014, 3550 pages  (ISBN 978-9931-306-52-8)